# Petr Nečas
Petr Nečas (nascido a 19 de novembro de 1964; pronúncia checa: ˈpɛtr̩ ˈnɛtʃas) foi primeiro-ministro da República Checa e líder do Partido Democrático Cívico. Tomou posse a 28 de junho de 2010 e saiu a 10 de julho de 2013.
Previamente, de 4 de setembro de 2006 a 8 de maio de 2009, Nečas foi Vice-primeiro-ministro e Ministro do Trabalho e Assuntos Sociais. Em 1991, Nečas tornou-se membro do Partido Democrático Cívico (ODS). Em março de 2010, substituiu Mirek Topolánek como líder do partido. O Partido Democrático Cívico ficou em segundo lugar nas eleições legislativas checas de 2010 e pouco tempo depois Nečas anunciou a sua intenção de concorrer ao lugar de presidente do partido. Após dois anos no poder, ele anunciou que renunciaria ao cargo por causa de acusações de abuso de poder.

## Educação
- 1979–1983: Ginásio (escola secundária em Uherské Hradiště)
- 1983–1988: Faculdade de Ciências, Universidade de Masaryk, em Brno

## Carreira
- 1988–1989: Serviço militar no Exército Popular Checoslovaco
- 1988–1992: Tecnólogo, experimentalista e desenvolvedor em Tesla Rožnov
- 1991: Torna-se membro do Partido Democrático Cívico
- 1992–atualidade: Membro da Câmara de Deputados do Parlamento da República Checa
- 1995: Nomeado Vice-ministro da Defesa
- 1996: Eleito membro da Câmara de Deputados
- 2006–presente: Nomeado Ministro do Trabalho e dos Assuntos Sociais; nomeado Vice-primeiro-ministro
- 2010-2013;presente: Líder do Partido Democrático Cívico
- 2010-2013;presente: Primeiro-ministro da República Checa